# E·巴雷特·普雷蒂曼美國法院大樓
E·巴雷特·普雷蒂曼美國法院大樓（英語：E. Barrett Prettyman United States Courthouse）是華盛頓特區的一座歷史性建築。它建於1949-50年，現時設有美国哥伦比亚特区联邦地区法院、美國哥倫比亞特區巡迴上訴法院和美国外国情报监控法院。

## 意義
法院大樓是自19世紀20年代以來重要的市政飛地司法廣場和市政中心建築群中最後建造的建築之一。它是20世紀50年代早期剝離古典主義的一個幾乎完全不變的例子，是第二次世界大戰後简约古典主义滲透到各大机构（特別是政府）建築中的例子。哈裡·S·杜魯門總統於1950年6月27日奠定了基石，該建築於1952年11月開放。它被列入國家史蹟名錄，是賓夕法尼亞大道國家歷史遺址的捐贈財產。1997年，為了紀念美國哥倫比亞特區巡迴上訴法院前首席法官E·巴雷特·普雷蒂曼，該法院更名至今。